# As en el Agujero
Ace in the Hole (titulado en español As en el Agujero) es un cortometraje animado, y el quinto en las series cinematográficas del Pájaro Loco. Producida por Walter Lantz Productions y distribuida por Universal Pictures, el corto se estrenó en cines el 22 de junio de 1942. Como muchos otros estudios de animación y cine en la década de 1940, Walter Lantz Productions a través de su personaje icónico, el Pájaro Loco, se convirtió en parte del esfuerzo de guerra.

## Argumento
El Pájaro Loco (Kent Rogers) está en una base aérea militar del Cuerpo Aéreo del Ejército de los Estados Unidos, y sueña con volar uno de los aviones en el aire. Su entusiasmo a este respecto le mete en muchos problemas con su sargento (Harold Peary). Finalmente, el sargento, harto de las acciones de Loquillo al intentar imitar a un piloto, arroja a Loquillo fuera del cuartel y lo lleva a las habitaciones de los pilotos. Loquillo lee un libro de texto ("Cómo volar un avión desde cero"). En los cuartos, tropieza con un árbol de ropa y se pone un traje de vuelo. Los intentos de Loquillo de cerrar la cremallera del traje lo ponen en más problemas cuando derriba una caja de bengalas, una de las cuales aterriza en el cuello del traje de vuelo.
Al intentar cerrar la cremallera del traje, Loquillo tira por error el alfiler de la bengala y se proyecta violentamente en el aire. El traje se hincha y estalla, y Loquillo flota en paracaídas hacia la cabina del avión PU-2. El sargento ordena a Loquillo que salga de la cabina, pero Loquillo tira a ciegas de una palanca y el avión despega tan rápido que deja toda la pintura, incluidas las marcas y las insignias.
Finalmente, el sargento ata el avión, y la sacudida lo saca del uniforme. Se sube a la cabina a través de una escotilla inferior y, cuando Loquillo la abre, las bombas caen en la ropa interior del traje sindical del sargento. El resultado es desastroso para el sargento. En última instancia, el sargento, sentado en una silla de ruedas con una escopeta en las rodillas, tiene a Loquillo cortando todos los caballos del Ejército.